# Boloceractis gopalayi
Boloceractis gopalayi is een zeeanemonensoort uit de familie Boloceroididae.
Boloceractis gopalayi is voor het eerst wetenschappelijk beschreven door Panikkar in 1937.